# Bibliothèque du Panthéon
La bibliothèque du Panthéon (Bibliotheca Panthei) est une bibliothèque publique établie à Rome sur le Champ de Mars, à proximité immédiate du Panthéon, sur l'ordre de l'empereur Alexandre Sévère (222-235 ap. J.-C.). La réalisation de cette bibliothèque fut confiée par l'empereur à Julius Africanus, l'auteur des Cestes. La nature du rôle joué par Julius Africanus dans l'établissement de cette bibliothèque est l'objet de débats entre les spécialistes (architecte, concepteur, administrateur ?).
La bibliothèque fut peut-être installée dans la basilique de Neptune.